# 103 (число)
103 (Сто три) — натуральне число між  102 та  104.

## У математиці
- 27-е просте число
- щасливе число
- Складає пару  простих чисел-близнюків з числом  101

## У науці
- Атомний номер  лоуренсію

## В інших областях
- 103 рік, 103 до н. е.
- ASCII-код символу «g»
- У  вервиці Василя Великого було 103 вузла
- NGC 103 — зоряне скупчення в сузір'ї Касіопеї
- E-103 Delta — робот, персонаж гри про їжачка Соніка

### Моделі техніки
- 103 — проектне позначення літака Ту-2 (АНТ-58)
- OV-103 — американський орбітальний корабель  «Діскавері»
- Strv-103 — шведський танк
- U-103 — німецький підводний човен
- АК-103 — модифікація автомата Калашникова
- Бе-103 — літак-амфібія
- Іл-103 — малий пасажирський літак
- МАЗ-103 — автобус виробництва Мінського автомобільного заводу
- Щ-103 — радянський підводний човен  проекту «Щука»